# Helios Sarthou
Pour les articles homonymes, voir Sarthou.
Helios Sarthou (né le 6 mai 1926 à Montevideo, et mort le 2 juin 2012 à 86 ans ) est un avocat et homme politique uruguayen, de gauche (voir d'extrême-gauche), député de 1990 à 1995 (Mouvement de participation populaire, MPP) puis sénateur de 1995 à 2000 (MPP). Il se présenta ensuite sur les listes du Courant de gauche puis de l'Assemblée populaire, mais n'a pas réussi à se faire ré-élire.

## Du Mouvement de participation populaire au Courant de gauche
Spécialisé en droit du travail, Helios Sarthou participa en 1971 à la formation du Front large, une coalition de gauche créée pour les élections de novembre 1971.
Après le transfert du pouvoir aux civils, Sarthou adhéra en 1989 au Mouvement de participation populaire (MPP), créé par d'ex-Tupamaros et intégrant, outre le MLN-T (Mouvement de libération national - Tupamaros), d'autres groupes de la gauche radicale. Il est élu en novembre 1989 membre de la direction provisoire du MPP, composée de 14 membres. Sarthou était en tête de liste du MPP lors des élections de 1989, et fut élu député aux côtés d'Hugo Cores (PVP, membre du MPP). 
Au Parlement, il fut un critique féroce des politiques néolibérales du gouvernement de Luis Alberto Lacalle, et fut considéré comme appartenant à l'extrême-gauche en raison de son appui aux occupations d'usines et de chantier.
Élu sénateur du MPP en 1994, il présenta un projet de loi sur le harcèlement sexuel.
Sous le second gouvernement Sanguinetti (1995-2000), Sarthou commença à s'opposer à la direction du MPP, dont il considérait, avec l'ex-Tupamaro Jorge Zabalza, qu'elle prenait un tour trop électoraliste et centriste. Les deux fondèrent alors le Courant de gauche, qui se présentait de façon autonome par rapport au MPP en tant que composante du Front large. 
Aux élections de 1999, Sarthou se présenta donc de nouveau, cette fois-ci sur les listes du Courant de gauche, mais ne réussit pas à être élu. En août 2008, s'opposant à l'orientation social-démocrate du gouvernement de gauche de Tabaré Vázquez, et s'opposant à la décision majoritaire du Courant de gauche (19 voix contre 12) de rester au sein du Front large, Sarthou démissionna du Courant de gauche,.

## L'Assemblée populaire
Sarthou appuya alors le nouveau parti Assemblée populaire (extrême-gauche) , et en fut la tête de liste pour les sénatoriales d'octobre 2009. 

## Source originale
- (es) Cet article est partiellement ou en totalité issu de l’article de Wikipédia en espagnol intitulé « Helios Sarthou » (voir la liste des auteurs).